# Овсјанкина ефекат
Овсјанкина ефекат је тенденција да се поново покрене прекинута радња када она још увек није постигнута. Овсјанкина је нашла да незавршени задаци имају неку посебну мотивациону моћ. Давала је испитаницима задатке, затим прекидала њихово завршавање давањем новог упутства (у којем је јасно речено да претходне задатке не треба радити) и давањем нових задатака, а потом снимала спонтано враћање испитаника на први, прекинути задатак. Број испитаника који су после обављеног посла враћали на први (прекинути) задатак био је изненађујуће велик. Ефекат је добио име по свом проналазачу, Марији Овсјанкини.
Ефекат наводи да прекинути задатак, чак и без подстицаја, вреднује као „квази-потребу“. Ствара наметљиве мисли, које имају за циљ да поново преузму задатак и могу довести до когнитивне дисонанце.
Ово се може објаснити теоријом поља Курта Левина која указује да је прекинута акција услов за напрегнут систем. Такође доводи до бољег памћења незавршене радње у односу на празну (Цајгарникова ефекат).